# Berkshire (Vermont)
Berkshire è un comune degli Stati Uniti d'America, situato nello Stato del Vermont e in particolare nella contea di Franklin.

## Evoluzione demografica
Al censimento del 2000 risultano residenti 1388 persone, divise in 495 famiglie

### Razze
- 97,55% Bianchi
- 0,58% Neri
- 0,50% Nativi americani
- 0,50% Ispanici